# Forres
Forres (gaelico scozzese: Farrais) è una città, già royal burgh, posta al nord della Scozia, sulla costa del Moray, circa 40 km est di Inverness. Forres ha vinto il premio floreale "Scotland in Bloom" (Scozia in fiore) in varie occasioni. Esistono molti luoghi d'interesse e attrazioni storiche e geografiche nell'area di Forres, con monumenti e reperti archeologici presso la città stessa.

## Storia

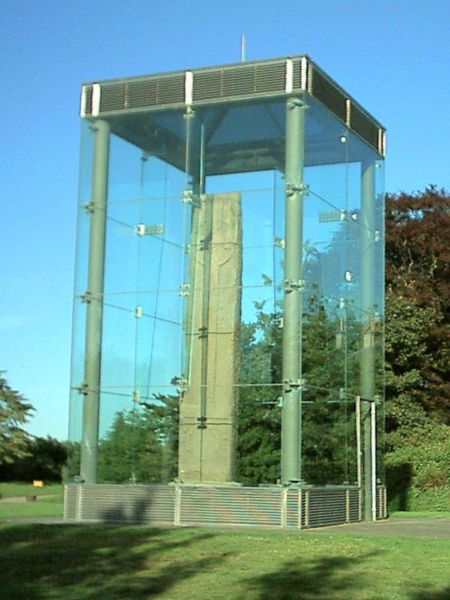
Pietra pitta di Sueno a Forres

Forres viene citata per la prima volta per iscritto come Οὐάραρ εἴσχυσις ("Estuario Varar") nel II secolo nella Geografia di Claudio Tolomeo. In zona esisteva un castello a partire dal 900 d.C. e verso il 1140 Forres divenne un borgo reale. Tali borghi furono istituiti dai Sovrani di Scozia del XII secolo per incoraggiare il commercio e lo sviluppo economico. L'abbazia locale fu saccheggiata da Alessandro di Badenoch.
Il 23 giugno 1496 Re Giacomo IV di Scozia emise un Royal Charter (Regio decreto-legge) confermando agli abitanti della cittadina quei diritti e privilegi che erano già stati concessi da precedenti decreti sin dal regno di Re Davide I di Scozia circa 300 anni prima.

## Amministrazione

### Gemellaggi
- Mount Dora, Florida
- Vienenburg, Germania